# Expos de West Palm Beach
Les Expos de West Palm Beach (West Palm Beach Expos en anglais) étaient une équipe des ligues mineures de baseball qui a existé de 1969 à 1997. Ce club mineur de niveau A évoluait dans la Florida State League et disputait ses matchs locaux au West Palm Beach Municipal Stadium de West Palm Beach, en Floride aux États-Unis.
Pendant ses 29 années d'existence, le club de West Palm Beach était affilié aux Expos de Montréal de la Ligue majeure de baseball (MLB).
Les Expos de West Palm Beach remportent deux championnats de la Florida State League, en 1974 et 1991 et s'inclinent trois fois en grande finale (1973, 1986 et 1990). Ils sont notamment dirigés par Felipe Alou en 1977 puis de 1986 à 1991. Celui-ci amène son équipe en séries éliminatoires cinq fois durant ces sept années comme manager de la formation, dont deux séries finales y compris le titre de 1991.